# Johannes Janssonius

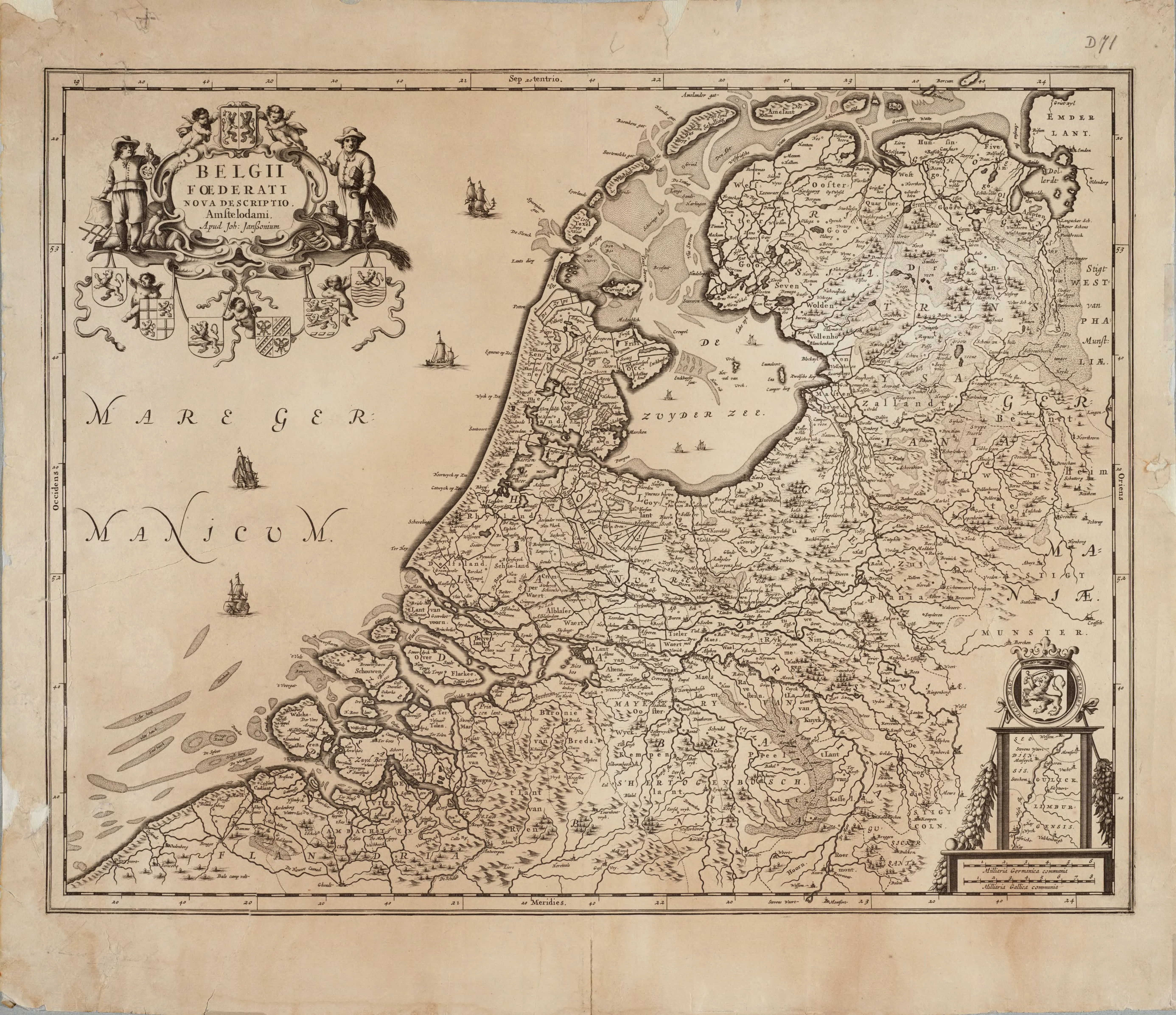
Karte der Niederlande, 1658

Johann Janssonius (* 1588 in Arnhem; † vor dem 11. Juli 1664 in Amsterdam), eigentlich Jan Janszoon, weitere Schreibweisen Jan Jansz., Joan, Johannes, Ioannis, Io(h)annem; Ianssonii, Ianßonium oder Jansonium) war ein niederländischer Kartograph, Verleger und Hersteller von Globen.

## Leben und Wirken

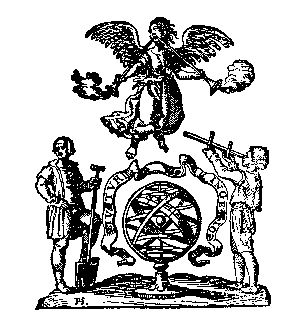
Typographische Marke von Janssonius

Janssonius führte auch die Herausgabe der Atlanten von Mercator-Hondius fort. Er kam nach Amsterdam, wo er im Alter von 24 Jahren 1612 Elisabeth heiratete, die Tochter von Jodocus Hondius (1563–1612). Da Hondius der Eigentümer der Druckplatten von Gerardus Mercator war, arbeiteten sie zusammen, nach Jodocus Hondius’ Tod mit seinen Söhnen Jodocus II und Henricus, an neuen Ausgaben des Atlanten von Mercator. 1633 erfolgte die Herausgabe des zweiten Bands des Atlanten. Dieser wird häufig als Mercator-Hondius-Janssonius bezeichnet. Das bedeutendste Werk von Jan Janssonius ist der Atlas Theatre du Monde, veröffentlicht 1639 in drei Bänden. Durch die ständigen Ergänzungen hatte der Atlas im Jahre 1662 elf Bände. Er entwickelte sich zum schärfsten Konkurrenten von Joan Blaeus (1596–1673) Werk Theatrum Orbis Terrarum.
Johannes Jansonius besaß zudem einen Verlag in Stockholm und wurde im Jahr 1647 von Christina von Schweden zum Hofdrucker ernannt. Dieser Verlag druckte dort bis 1653.
Nach dem Tod von Jansson wurde die Gesellschaft von seinem Schwager Waesberg weitergeführt. 1694 wurden die Druckplatten von Janssonius von Peter Schenk d. Ä. (ca. 1660–1711) erworben.

## Familie
Janssonius war ein Sohn des Verlegers Jan Jansz. van Arnhem. Er war zweimal verheiratet:
- 31. August 1612 mit Elisabeth (geborene Hondius; † 1627), mit der er sieben Kinder hatte.
  - Joost bzw. Jodocus (beigesetzt am 28. April 1655) ⚭ 1642 Francina van Offenberg, vier Kinder unter anderem
    - Sara ⚭ mit dem Verleger Elizaeus Weyerstraten
    - Suzanna ⚭ mit ihrem Cousin Gilles Janssonius van Waesberghe

  - Johannes (beigesetzt am 28. April 1655), starb kinderlos
  - Elisabeth ⚭ Johannes van Waesberghe
    - Gilles Janssonius van Waesberghe ⚭ mit seiner Cousine Sara
    - Johannes Janssonius van Waesberghe

  - Anna ⚭ Pieter Joosten?
    - Pieter Joosten

  - Maria
  - Suzanna (die jüngste Tochter) ⚭ Gilles Valckenier
- 1629 mit Elisabeth Carlier van Keulen.

Janssonius machte 1652 sein Testament, das er 1664, kurz vor seinem Tod nochmals änderte. Er wurde am 11. Juli 1664 in der Westerkerk in Amsterdam beigesetzt.

## Werke

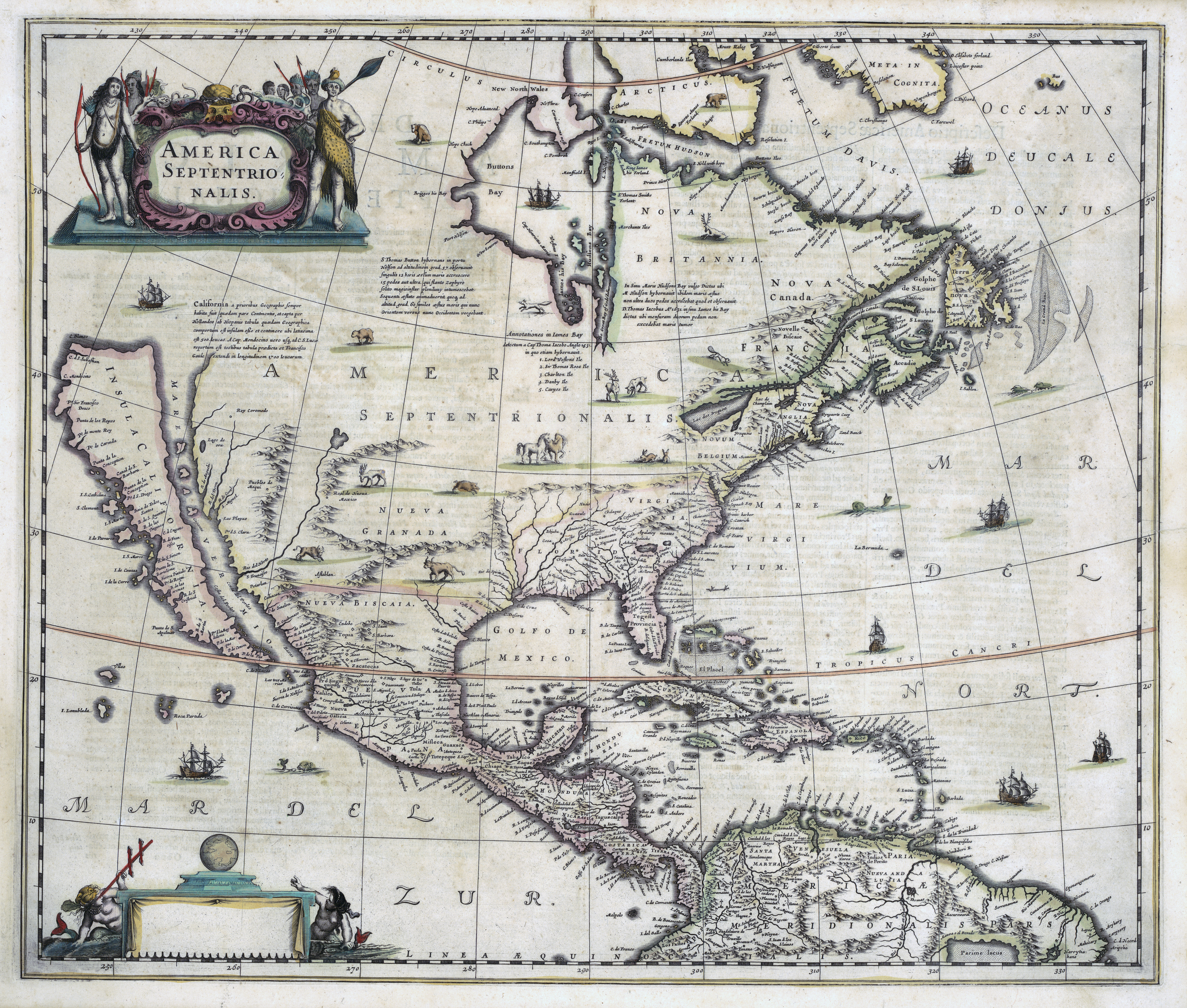
America Septentrionalis, 1636

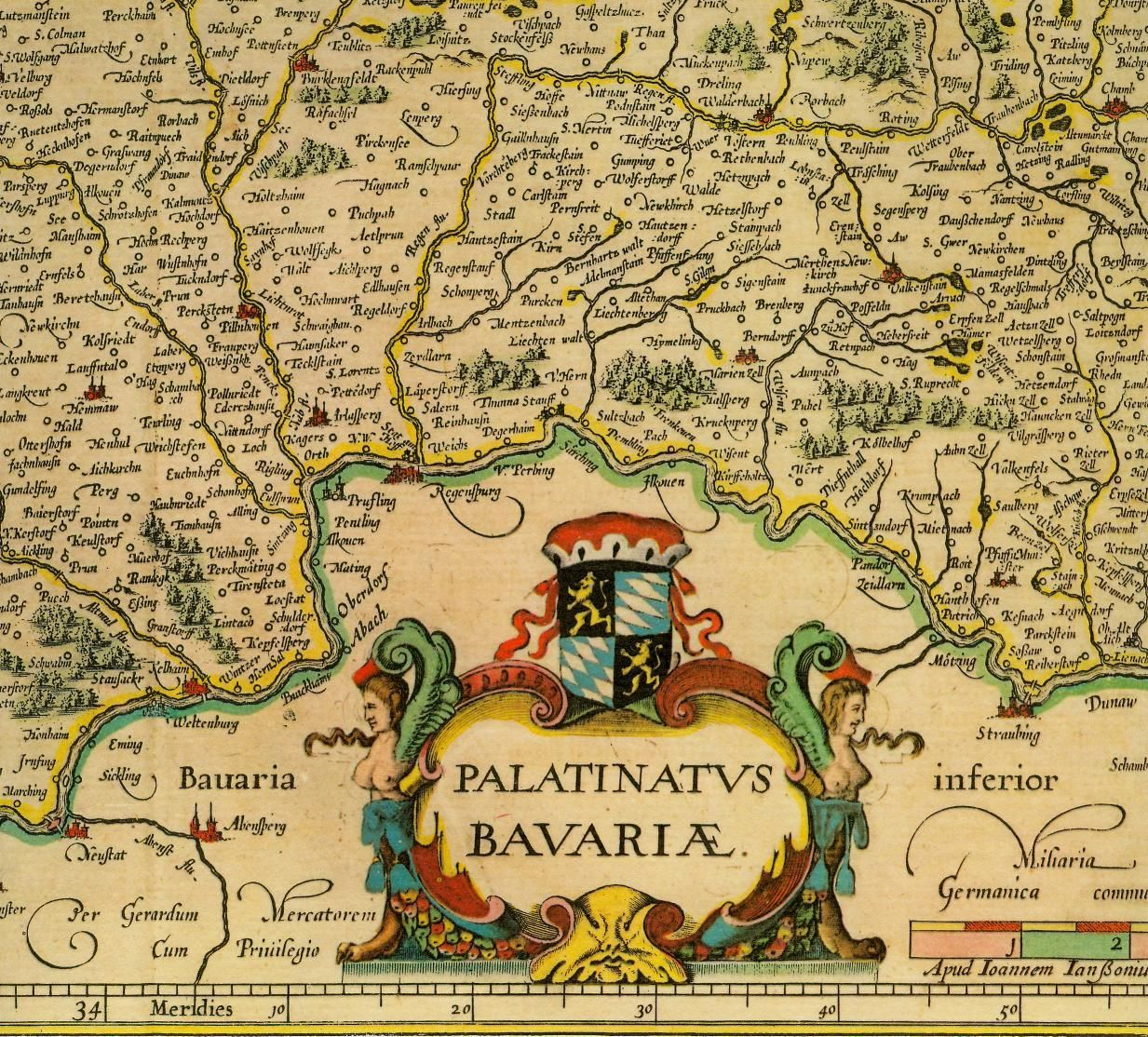
Ober Pfalz (Bayern): Landkarte von Johannes Janssonius 1658

- 1641: Newer Atlas, Das ist Weltbeschreibung / Und Volkommene Abbildung Aller unterschiedlichen Königreiche / Länder und Provinzen oder Ausfürliche beschreibung aller Länder und Provintzien in Franckreich / mit Schönen Land-taffeln in Kupfer gestochen / und an den Tag gegeben. In: Newer Atlas. Band 2, 1641 (gdz.sub.uni-goettingen.de [abgerufen am 23. April 2019]).
- 1642: Newer Atlas, Das ist Weltbeschreibung / Und Volkommene Abbildung Aller unterschiedlichen Königreiche / Länder und Provinzen. In: Newer Atlas. Band 3, 1642 (gdz.sub.uni-goettingen.de [abgerufen am 23. April 2019]).
- 1661: Tabula Italiae Corsicae, Sardiniae, et Adjacentium Regnorum. - Amstelodami : Elzevir, 1661. urn:nbn:de:hbz:061:1-29550 digitalisierte Ausgabe der Universitäts- und Landesbibliothek Düsseldorf, (dort auch weitere 134 Karten).
- 1663:  Nassouser Heldens Pronk-Toonneel Opgetooydt, en Volcierdt met de Keurlijkste Helden van Nassou en Oranje; Vervaaende dierzelver Doorlugtigste Huyzen haar Opkompst en Voortgang. 1663, urn:nbn:de:hbz:061:1-1000201.
- 1663: Nassouser Heldens Pronk-Toneel, Gecierdt Door de oovertreffelijkke daaden, van de Alder-Dappersten en Kloekmoedigsten Frederik Hendrik en Wilhem II. 1663 urn:nbn:de:hbz:061:1-1000195.
- 1669: Muhammedis, filii Ketiri Ferganensis, qui vulgo Alfraganus dicitur, elementa astronomica Arabice et Latine. 1669 (astronomie-rara.ethbib.ethz.ch).

## Auktionen
- 1831 in Nürnberg: Ein Erd und ein Himmelsglobus von Jansonium in Amsterdam 1645. 12 zöllig mit messingenem Meridian in hölzernen Stativen:[2]